# Fernando Collor
Fernando Affonso Collor de Mello (Rio de Janeiro, 12 augustus 1949) is een Braziliaans politicus. Hij staat vooral bekend als de 36ste president van het land. Hij was in ambt van 15 maart 1990 tot 29 december 1992 en was daarmee niet alleen de eerste president van het land na de terugkeer van de democratie, maar hij is ook de jongste president die het land ooit heeft gehad.
Collor werkte als journalist voor het Journal do Brasil. Hij begon zijn politieke carrière als afgevaardigde in het parlement. Vervolgens werd hij burgemeester van de stad Maceió en als kandidaat voor de PMDB werd Collor bij de parlementsverkiezingen van 1986 gekozen tot gouverneur van Alagoas. In die tijd was hij ook president van de voetbalclub Centro Sportivo Alagoano. Collor stond bekend als een elegante, atletische en jonge geest. De toenmalige president van de Verenigde Staten van Amerika, George H.W. Bush, noemde hem al de "Indiana Jones van Latijns-Amerika".
In het begin van de jaren 90 werd Collor tot president gekozen. Hij kwam uit voor de kleine, rechtse partij Partido da Reconstrução Nacional en baseerde zijn campagne vooral op de strijd tegen de inflatie. Hij won in twee rondes van de toenmalige presidentskandidaat Luiz Inácio Lula da Silva. 
Zijn beleid was gebaseerd op het neoliberalisme en werd vanaf de eerste dag gekenmerkt door de harde aanpak van de inflatie. In het begin leek het effectief te zijn, maar in het jaar dat volgde bleek dat juist het tegenovergestelde effect werd behaald. In 1991 werd door Collors broer Pedro bekendgemaakt dat Fernando's politiek doordrenkt was van de corruptie. Toen dit bekend werd stelde het Congres een onderzoek in en gingen de mensen de straat op om zijn afzetting te eisen. In september 1992 werd Collor uit zijn functie ontheven, en in december van datzelfde jaar trad hij ook daadwerkelijk af. In die periode was er al een nieuwe president aangesteld, Itamar Franco, Collors toenmalige vicepresident.
Collor werd door het Congres schuldig bevonden en werd voor 8 jaar uit zijn politieke functies ontheven. In 2002 stelde hij zich nog wel verkiesbaar voor het gouverneurschap van Alagoas, maar dat bleef zonder succes. In 2006 werd hij senator namens de kleine Partido Renovador Laborista Brasileiro. 
Eind mei 2023 is Collor op 73-jarige leeftijd door het Braziliaanse hooggerechtshof veroordeeld tot 8 jaar en 10 maanden gevangenisstraf nadat hij eerder op 18 mei 2023 schuldig werd bevonden aan corruptie en witwassen. Collor zou 30 miljoen reaal (5,6 miljoen euro) hebben aangenomen van een dochteronderneming van oliebedrijf Petrobas. De aanklacht komt voort uit Operatie Lava Jato, een verzameling van verschillende onderzoeken naar semi-staatsoliebedrijf Petrobas. Deze onderzoeken brachten het grootste corruptieschandaal in de Braziliaanse geschiedenis aan het licht.
Deodoro da Fonseca ·
Peixoto ·
Morais ·
Campos Sales ·
Alves ·
Pena ·
Peçanha ·
Fonseca ·
Brás ·
Alves ·
Moreira ·
Pessoa ·
Bernardes ·
Luís ·
Prestes ·
(Junta van 1930) ·
Vargas ·
Linhares ·
Gaspar Dutra ·
Vargas ·
Café Filho ·
Luz ·
Ramos ·
Kubitschek ·
Quadros ·
Ranieri Mazzilli ·
Goulart ·
Ranieri Mazzilli ·
Castelo Branco ·
Costa e Silva ·
(Junta van 1969) ·
Garrastazu Médici ·
Geisel ·
Figueiredo ·
Neves ·
Sarney ·
Collor ·
Franco ·
Cardoso ·
Lula da Silva ·
Rousseff ·
Temer ·
Bolsonaro ·
Lula da Silva
- Bibsys: 99053047
- Bibliothèque nationale de France: cb12169452c (data)
- CiNii: DA11267669
- Gemeinsame Normdatei: 118936611
- International Standard Name Identifier: 0000 0000 8412 8781
- Library of Congress Control Number: n81105791
- Nationale Bibliotheek van Israël: 987007259836505171
- Nederlandse Thesaurus van Auteursnamen: 170629244
- SNAC: w6g471gw
- Système universitaire de documentation: 030235324
- Virtual International Authority File: 518149196261774790540